# De domineesdochter
De domineesdochter (Engels: "A Clergyman’s Daughter") is een roman van de Engelse schrijver George Orwell uit 1935. Het verhaal gaat over Dorothy Hare, de 27-jarige dochter van een Anglicaanse dominee. Hoewel ze zich altijd uit de naad werkt, kan ze nooit goed doen voor haar vader. Het wordt haar allemaal te veel.

## Verhaal

### De domineesdochter
Dorothy Hare wijdt haar hele leven aan parochiewerk. Ze staat in voor het onderhoud van de kerk, doet de boekhouding van de kerkfondsen en houdt de parochieregisters bij. Dorothy bezoekt parochieleden aan huis, brengt het parochiekrantje rond, geeft kooklessen, leest romans voor en zorgt voor de zondagsschool. Ze is ook verantwoordelijk voor oogstfeesten, schoolopvoeringen, toneelstukken, historische optochten, processies, bazaars en rommelmarkten.

### De dominee
Haar vader Charles Hare is dominee van de Anglicaanse Sint-Athelstankerk in Knype Hill, Suffolk. Hij leidt de misdiensten op een onberispelijke manier, maar laat het parochiewerk volledig aan zijn dochter over. Zij moet het maar oplossen. Dominee Hare kan met niemand goed opschieten, waardoor het aantal kerkgangers met de jaren slinkt. Hij is arm, zit tot aan zijn nek in de schulden en weigert zijn rekeningen te betalen. Hij heeft veel geld verloren aan risicovolle beleggingen in koloniale ondernemingen. De dominee trekt het zich niet aan, negeert al zijn problemen. Hij neemt een aristocratische houding aan en leeft in de wereld van zijn verbeelding. De weduwnaar reageert zijn chronische ergernis af op zijn enige dochter met sarcastische opmerkingen. De karweitjes komen bijna altijd weer neer op haar schouders, maar het is nooit goed genoeg. Dorothy zinkt steeds dieper in de put. Ze legt zichzelf straffen op, als ze niet haar best heeft gedaan. Ze neemt koude baden en prikt zichzelf tot bloedens toe in de arm met een speld. Het is een schild tegen onchristelijke gedachten.

### Het dorpsschandaal
Mr Warburton is een 48-jarige schilder. In het dorp wordt hij beschouwd als een zondaar en godslasteraar wiens leven bestaat uit één lange reeks van klinkende schandalen. Hij is volledig verstoken van enig gevoel van schaamte. Tot een jaar geleden heeft hij samengeleefd met zijn buitenlandse huishoudster, ze heeft hem verlaten en zijn drie “bastaardjes” wonen nu bij een familielid in Londen. Bij iedere acceptabele vrouw die hij ontmoet, waagt hij altijd een poging. Er is een soort vriendschap gegroeid tussen Mr Warburton en Dorothy. Ook bij haar maakt hij zo nu en dan avances. Maar Dorothy wil niet gekust worden door een man; ze heeft een grondige hekel aan handtastelijkheden. Op de achtergrond loert altijd de suggestie van die andere monsterachtigheden. Ze verafschuwt “al dat gedoe” (dat is haar benaming ervoor). Daarom zou ze nooit kunnen trouwen. Het is haar persoonlijk geheim.

### Van huis weggelopen
Na een bezoek bij Mr Warburton voelt Dorothy zich 's avonds verschrikkelijk moe. Opeens staat zij in de straten van Londen. Ze heeft niet het flauwste idee wie ze is; ze kent zelfs haar naam niet meer. Haar verleden is uitgewist. Van de ene dag op de andere wordt ze in een vreemde, vuile subwereld ondergedompeld. Hij brengt haar naar de hopvelden van Kent, de daklozen van Londen en een particulier schooltje van de vierde rang.

## Uitgaven
- The Complete Works of George Orwell, Engelse originele uitgaven
- George Orwell, “De domineesdochter”, Nederlandse vertaling van Elizabeth Stortenbeker, ISBN 9029003731